# مايكل دبليو. فرايدلاندر
مايكل دبليو. فرايدلاندر (بالإنجليزية: Michael W. Friedlander)‏ هو فيزيائي أمريكي، ولد في 1928.